# Arrondissement Blois
Blois is een arrondissement van het Franse departement Loir-et-Cher in de regio Centre-Val de Loire. De onderprefectuur is Blois.

## Kantons
Het arrondissement was tot 2014 samengesteld uit de volgende kantons:
- Kanton Blois-1
- Kanton Blois-2
- Kanton Blois-3
- Kanton Blois-4
- Kanton Blois-5
- Kanton Bracieux
- Kanton Contres
- Kanton Herbault
- Kanton Marchenoir
- Kanton Mer
- Kanton Montrichard
- Kanton Ouzouer-le-Marché
- Kanton Vineuil

### Herindeing van kantons in 2015
Na de herindeling van de kantons bij decreet van 21 februari 2014 met uitwerking op 22 maart 2015, omvatte het volgende kantons:
- Kanton La Beauce
- Kanton Blois-1
- Kanton Blois-2
- Kanton Blois-3
- Kanton Chambord (deel 14/23)
- Kanton Montrichard Val de Cher (deel 12/14)
- Kanton Le Perche (deel 2/46)
- Kanton Saint-Aignan (deel 1/16)
- Kanton Veuzain-sur-Loire
- Kanton Vineuil

### Herindeing van arrondissementen in 2017

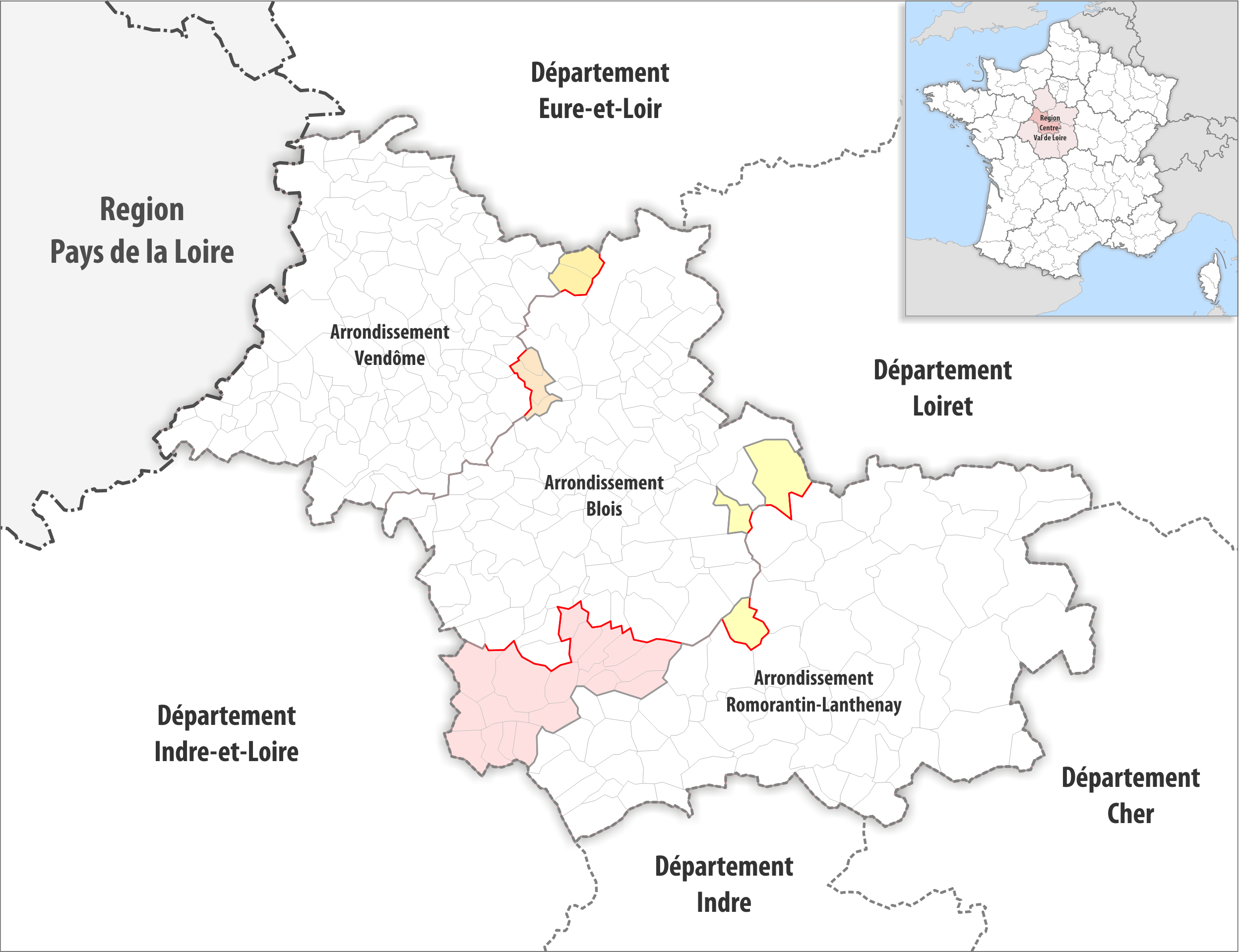
Arrondissementsaanpassingen in 2017

Bij de herindeling van de arrondissementen in het departement Loir-et-Cher werden uit het arrondissement Vendôme de gemeenten Épiais und Rhodon en de voormalige gemeente Sainte-Gemmes overgeheveld en van het arrondissement Romorantin-Lanthenay de gemeenten Courmemin, La Ferté-Saint-Cyr en Thoury.
Andersom werden de gemeenten Angé, Chissay-en-Touraine, Contres, Faverolles-sur-Cher, Feings, Fougères-sur-Bièvre, Fresnes, Monthou-sur-Cher, Montrichard Val de Cher, Oisly, Ouchamps, Pontlevoy, Saint-Georges-sur-Cher, Saint-Julien-de-Chédon, Sassay, Thenay und Vallières-les-Grandes overgeheveld naar het arrondissement Romorantin-Lanthenay en de gemeenten Moisy en Ouzouer-le-Doyen naar het arrondissement Vendôme.
Hierdoor omvat het arrondissement de volgende kantons:
- Kanton La Beauce
- Kanton Blois-1
- Kanton Blois-2
- Kanton Blois-3 (deel 10/11)
- Kanton Chambord (deel 16/23)
- Kanton Onzain
- Kanton Veuzain-sur-Loire
- Kanton Vineuil